# Kabbasin al-Arab
Kabbasin al-Arab (arab. كباسين العرب) – wieś w Syrii, w muhafazie Hama. W 2004 roku liczyła 79 mieszkańców.